# NGC 1154
NGC 1154 je galaksija u zviježđu Eridan.

## Vanjske poveznice
- SEDS: NGC 1154